# Neuvěřitelně hlasitě & nesmírně blízko
Neuvěřitelně hlasitě & nesmírně blízko (v anglickém originále Extremely Loud and Incredibly Close) je americký dramatický film z roku 2011 režiséra Stephena Daldryho natočený podle stejnojmenného románu Jonathana Safrana Foera. Hlavní roli chlapce, jemuž zemřel otec při teroristických útocích 11. září 2001, ztvárnil Thomas Horn. I přes smíšenou kritiku získal snímek dvě nominace na Oscara (v kategoriích nejlepší film a nejlepší herec ve vedlejší roli pro Maxe von Sydowa).

## Děj
Devítiletý Oskar Schell, trpící Aspergerovým syndromem, je nadaný syn Thomase Schella, který zemřel při teroristických útocích 11. září 2001. Otec si byl Oskarova nadání vědom a často pro něj připravoval úkoly, při nichž měl odhalit nějaká tajemství. Poslední úkol se týkal nalezení ztraceného šestého newyorského obvodu. Při akcích se musí Oskar naučit komunikovat s cizími lidmi, což mu dělá problém.
11. září může Oskar odejít dříve ze školy. Jeho matka Linda je v práci. Když přijde domů, najde na záznamníků 5 zpráv od otce, který je zrovna ve Světovém obchodním centru. Telefon pak začne zvonit po šesté, ale Oskar je příliš vyděšený, než aby ho zvedl. Otec začne mluvit, ale záznamník se zastaví, když se budova zřítí. Oskar ví, že je otec mrtvý. Starý záznamník se vzkazy vymění za nový tak, aby jej jeho matka nikdy nenašla.
Několik týdnů po nejhorším dni, jak jej Oskar nazývá, se sblíží se svou babičkou, ale zároveň se vzdaluje své matce, protože ta mu není schopna vysvětlit, proč k útokům došlo a proč musel otec zemřít. Oskar matce dokonce řekne, že si přeje, aby v budově byla ona. Matka mu odpoví, že by si to přála také. Oskar pak řekne, že to tak nemyslel.
Po roce Oskar najde v otcově skříni vázu, v níž je obálka s klíčem a nápisem "Black". Rozhodne se zjistit, k čemu klíč je. V newyorském telefonním seznamu najde 472 Blacků a plánuje je všechny navštívit a zjistit, jestli neznali jeho otce. Jako první navštíví čerstvě rozvedenou Abby Blackovou, která jeho otce neznala.
Jednoho dne Oskar zjistí, že k jeho babičce se nastěhoval nějaký cizí muž. Muž z důvodu dětského traumatu kvůli smrti jeho rodičů během druhé světové války nemluví a komunikuje pouze psaním na kartičky a ukazováním rukou s nápisy "ano" a "ne". Muž Oskarovi pomáhá řešit záhadu klíče a při tom se učí postavit svým strachům jako třeba z veřejné dopravy nebo z mostů. Oskar přijde na to, že muž je jeho dědeček. Jako vůbec prvnímu člověku se mu rozhodne přehrát vzkazy, které zanechal jeho otec na záznamníku v den smrti. Ten ale před posledním vzkazem nemůže dál vydržet, pak se odstěhuje a řekne Oskarovi, aby ho již nehledal. Na konci filmu se ale opět k Oskarově babičce nastěhuje.
Při zkoumání novin, které dostal Oskar od otce, narazí na zakroužkovaný inzerát. Když na číslo zavolá, narazí znovu na Abby Blackovou. Ta ho odveze za svým exmanželem Williamem. Ten chlapci řekne, že klíč dlouho hledal. William vázu prodal Oskarovu otci, který ale nikdy nevěděl, že v ní klíč je. Klíč je k bezpečnostní schránce, kde Williamovi něco nechal jeho otec. Zklamaný a rozrušený Oskar se Williamovi svěří, že nenašel sílu na to zvednout otcův šestý telefonát.
Oskarova matka synovi prozradí, že celou dobu o jeho návštěvách všech Blackových věděla. Sama všechny Blacky navštívila těsně před Oskarem a informovala je o tom, proč za nimi Oskar přijde. Oskar si vytvořil knihu s výstřižky a informacemi o všech Blackových. Na jejím konci má fotografii muže padajícího ze Světového obchodního centra, o kterém si myslí, že je to jeho otec. Knihu nazval "Neuvěřitelně hlasitě & nesmírně blízko".

## Obsazení
| Thomas Horn     | Oskar Schell     |
| Sandra Bullock  | Linda Schellová  |
| Tom Hanks       | Thomas Schell    |
| Zoe Caldwell    | Oskarova babička |
| Max von Sydow   | nájemník         |
| Viola Davis     | Abby Blacková    |
| Jeffrey Wright  | William Black    |
| Hazelle Goodman | Hazelle Black    |
| John Goodman    | vrátný Stan      |

## Ohlas
Neuvěřitelně hlasitě & nesmírně blízko sklidilo smíšené reakce kritiky. Server Rotten Tomatoes uvádí, že 47% ze 176 zahrnutých recenzí je pozitivních. Server Metacritic hodnotí film 46 body ze 100 na základě 41 recenzí. Uživatelé ČSFD snímek hodnotí průměrně 67%.
Film byl nominován na Oscara pro nejlepší film. Akademie rovněž ocenila herecký výkon Maxe von Sydowa nominací na Oscara v kategorii nejlepší herec ve vedlejší roli.
Během prvního víkendu po uvedení pro širší publikum ve Spojených státech snímek v kinech utržil přes 10 milionů dolarů a stal se tak čtvrtým nejúspěšnějším filmem víkendu po snímcích Underworld: Probuzení, Red Tails a Kontraband  Celkové celosvětové tržby filmu činily více než 55 milionů dolarů.